# Initiative Energien Speichern
Die Initiative Energien Speichern e. V. (INES) (vormals Initiative Erdgasspeicher (Ines)) ist ein Lobby- und Interessenverband von Betreibern deutscher Untergrund-Erdgasspeicher und in Zukunft möglicherweise auch von Wasserstoffspeichern. Die Initiative Energien Speichern ist im Europäischen Transparenzregister und im Lobbyregister für die Interessenvertretung gegenüber dem Deutschen Bundestag und der Bundesregierung gelistet.

## Organisation
Die Initiative Energien Speichern hat ihren Sitz in Berlin und beschäftigt drei hauptamtliche Mitarbeiter. Geschäftsführer der INES ist Sebastian Heinermann. Der Vorstand besteht aus vier Mitgliedern: Vorsitzender ist Carsten Haack (Trianel Gasspeicher Epe GmbH & Co. KG), Stellvertretender Vorsitzender ist Peter Schmidt (EWE Gasspeicher GmbH), weitere Mitglieder sind Michael Schmöltzer (Uniper Energy Storage GmbH) und Frank Fischer (Storengy Deutschland GmbH).
Der Verband wurde im Jahr 2014 als Initiative Erdgasspeicher e. V. gegründet und benannte sich im Oktober 2021 in Initiative Energien Speichern e. V. um. Damit soll laut INES-Angaben dem Wandel der Gasspeicherwirtschaft im Zuge der Energiewende Rechnung getragen werden.

## Mitglieder
Die INES vertritt laut eigenen Angaben 16 Mitgliedsunternehmen der Gasspeicherwirtschaft. Die Mitglieder der Initiative sind  astora GmbH,  bayernugs GmbH,  Enovos Storage GmbH,  Erdgasspeicher Peissen GmbH,  Etzel-Kavernenbetriebsgesellschaft mbH & Co. KG,  EWE Gasspeicher GmbH, HanseWerk AG,  OMV Gas Storage Germany GmbH,  NAFTA Speicher GmbH & Co. KG,  RWE Gas Storage West GmbH,  STORAG ETZEL GmbH,  Storengy Deutschland GmbH,  Trianel Gasspeicher Epe GmbH & Co. KG,  Uniper Energy Storage GmbH, USG-Blexen GmbH und  VNG Gasspeicher GmbH.
Die Mitglieder des Verbandes betreiben etwa 93 Prozent der deutschen Erdgasspeicherkapazitäten. Einige Mitglieder arbeiten an der Entwicklung von Untertagespeichern für Wasserstoff.

### Wasserstoff
Im Dezember 2017 veröffentlichte die INES gemeinsam mit dem Bundesverband Windenergie eine Studie. Die Bundesregierung startete auch auf Basis der Studienergebnisse im März 2019 einen Dialogprozess „Gas 2030“ und verabschiedete am 10. Juni 2020 die „Nationale Wasserstoffstrategie“. INES hat im Zuge der Umsetzung der „Nationalen Wasserstoffstrategie“ im Januar 2021 eine Studie zur Förderung von Power-to-Gas-Anlagen veröffentlicht. Mit dem am 24. Juni 2021 beschlossenen „Gesetz zur Regelung reiner Wasserstoffnetze im Energiewirtschaftsrecht“ folgte der Deutsche Bundestag bei der Schaffung neuer gesetzlicher Vorgaben für Wasserstoffinfrastrukturen außerdem weitgehend dem INES-Vorschlag einer „adaptiven Regulierung“. Der Ansatz der adaptiven Regulierung sieht vor, den Wasserstoffmarkt erst mit fortschreitender Marktreife zunehmend zu regulieren.